# Luciano Pavarotti
Luciano Pavarotti (Italiano: [luˈtʃaːno pavaˈrɔtti]; Módena, 12 de octubre de 1935-Módena, 6 de septiembre de 2007) fue un tenor italiano. Dotado de una voz intensa en los agudos y rica en los medios, con un fraseo claro y timbre claro, Pavarotti es considerado uno de los cantantes más famosos de las últimas décadas del siglo XX y primeras del XXI, tanto en el mundo del canto lírico como en la música popular, y acreditado como el mejor tenor de la historia.
En sus más de 50 años de carrera, fue ampliamente conocido por sus conciertos televisados, destacando los conciertos benéficos Pavarotti & Friends, además de ser uno de Los Tres Tenores junto con los españoles Plácido Domingo y José Carreras. Su papel más representativo fue el de Rodolfo, de la ópera La bohème de Giacomo Puccini. Asimismo, se hizo acreedor de seis premios Grammy y un Grammy Legend Award, otorgado en 1998, además de Kennedy Center Honors en 2001 y los más importantes honores en su país natal.
Con más de 100 millones de discos vendidos en su carrera, se estima que es uno de los cantantes más exitosos de cualquier género musical, así como uno de los italianos más exitosos internacionalmente.

## Biografía

### Primeros años y formación musical
Nacido el 12 de octubre de 1935 en las afueras de Módena, Luciano Pavarotti era hijo de Fernando Pavarotti (1912-2002), panadero y tenor aficionado, y Adele Venturi (1915-2002), trabajadora en una fábrica cigarrera. Su padre estimuló a Luciano para que empezara los estudios en el mundo del canto lírico. Aunque Luciano hablaba con cariño de su infancia, la realidad es que vivió ciertas penurias: su familia tenía escasos recursos económicos; sus cuatro miembros se apiñaban en un apartamento de dos cuartos. Según Luciano, su padre tenía una fina voz de tenor, pero rechazó la posibilidad de dedicarse a la carrera de cantante debido a sus nervios. La Segunda Guerra Mundial forzó a la familia a salir de la ciudad en 1943 y al año siguiente tuvieron que alquilar una habitación a un granjero en la campiña cercana, donde el joven Luciano desarrolló interés por la agricultura.
Después de abandonar el sueño de convertirse en portero de fútbol, Pavarotti pasó siete años en entrenamiento vocal. Sus primeras influencias musicales provinieron de las grabaciones que poseía su padre, la mayoría de tenores populares de la época como Beniamino Gigli, Giovanni Martinelli, Tito Schipa y Enrico Caruso. Sin embargo, el ídolo de Luciano era el tenor Giuseppe Di Stefano, y también estaba profundamente influenciado por Mario Lanza; dijo: "En mi adolescencia solía ver películas de Mario Lanza y luego volvía a casa a imitarlo en el espejo".  Cerca de los nueve años, comenzó a cantar con su padre en el coro de una pequeña iglesia local. También en su juventud tomó algunas clases de canto con el profesor Dond y su esposa.
Después de lo que parece haber sido una infancia normal con un interés típico en los deportes, en su caso el fútbol sobre todo, se graduó de la Scuola Magistrale y se enfrentó al dilema de la elección de una carrera. Estaba interesado en seguir una carrera como portero profesional de fútbol, pero su madre lo convenció para que se formara como profesor. Posteriormente, enseñó en una escuela primaria durante dos años, pero finalmente permitió que su interés en la música ganara. Reconociendo el riesgo de esa decisión, su padre dio su consentimiento de mala gana.
Pavarotti comenzó el estudio serio de música en 1954 a la edad de 19 años con Arrigo Pola, un respetado maestro y tenor profesional en Módena que se ofreció a enseñarle sin remuneración. Según el director Richard Bonynge, Pavarotti nunca aprendió a leer música. En cambio, su segunda esposa, Nicoletta Mantovani, afirma que sí leía las partituras.
En 1955 experimentó su primer éxito como cantante cuando era miembro del Corale Rossini, un coro de voces masculinas de Módena que también incluía a su padre, que ganó el primer premio en el Eisteddfod Internacional en Llangollen, Gales. Más tarde dijo que esta fue la experiencia más importante de su vida y que lo inspiró a convertirse en cantante profesional. En esta época, Pavarotti conoció a Adua Veroni. Se casaron en 1961.
Cuando su maestro Arrigo Pola se mudó a Japón, Pavarotti se convirtió en estudiante de Ettore Campogalliani, quien en ese momento también estaba enseñando a la amiga de la infancia de Pavarotti, Mirella Freni, cuya madre trabajaba con la madre de Luciano en la fábrica de cigarros. Al igual que Pavarotti, Freni se convirtió en una exitosa cantante de ópera. Continuarían colaborando en varias representaciones teatrales y grabaciones juntos.
Durante sus años de estudio musical, Pavarotti tuvo trabajos de medio tiempo para mantenerse, primero como maestro de escuela primaria y luego como vendedor de seguros. Los primeros seis años de estudio dieron como resultado solo algunos recitales, todos en ciudades pequeñas y sin remuneración. Cuando un nódulo se desarrolló en sus cuerdas vocales, causando un concierto "desastroso" en Ferrara, decidió dejar de cantar. Pavarotti atribuyó su mejora inmediata a la liberación psicológica relacionada con esta decisión. Cualquiera sea la razón, el nódulo no solo desapareció sino que, como relató en su autobiografía: "Todo lo que aprendí se unió con mi voz natural para hacer que el sonido por el que había estado luchando fuera tan difícil".

## Carrera

### 1960-1970

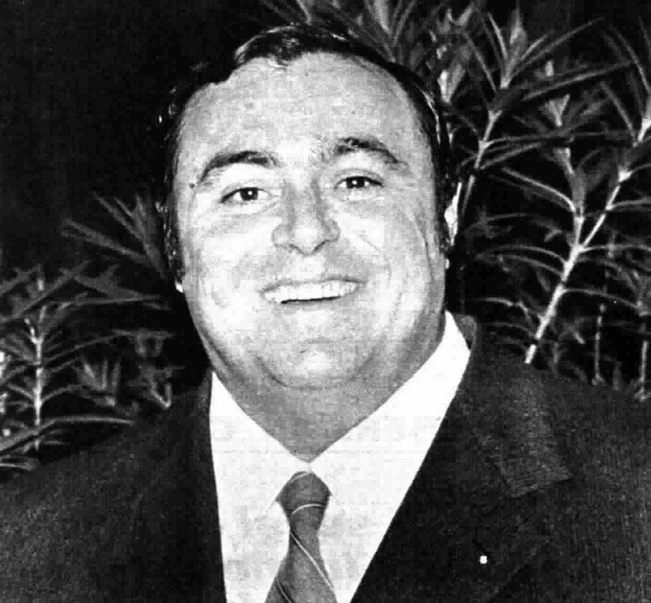
Luciano Pavarotti en 1972.

Pavarotti comenzó su carrera como tenor en los teatros de ópera regionales más pequeños de Italia, haciendo su debut como Rodolfo en La bohème en el Romolo Valli Municipal Theatre en abril de 1961. 
Hizo su primera aparición internacional con La traviata en Belgrado, Yugoslavia. Muy al principio de su carrera, el 23 de febrero de 1963, debutó en la Ópera Estatal de Viena en el mismo papel. En marzo y abril de 1963, Viena vio a Pavarotti de nuevo como Rodolfo y como duque de Mantua en Rigoletto. El mismo año dio su primer concierto fuera de Italia cuando cantó en Dundalk, Irlanda, para la Sociedad de Gramófonos de Santa Cecilia, y su debut en la Royal Opera House, donde reemplazó a Giuseppe Di Stefano como Rodolfo.
Aunque en general fue exitoso, los primeros papeles de Pavarotti no lo impulsaron inmediatamente al estrellato que más tarde disfrutaría. Un golpe temprano involucró su conexión con Joan Sutherland (y su esposo, Richard Bonynge), quien en 1964 había estado buscando a un joven tenor más alto que ella para que la acompañara en su viaje a Australia. Con su presencia física dominante, Pavarotti demostró ser ideal. Los dos hicieron unas cuarenta actuaciones en dos meses, y Pavarotti más tarde le reconoció el mérito a Sutherland por la técnica de respiración que lo sostendría durante su carrera. 

Pavarotti debutó en Estados Unidos con la Gran Ópera de Florida en febrero de 1965, cantando Lucia di Lammermoor, de Donizetti, junto a Joan Sutherland en el escenario del auditorio del Condado de Miami-Dade en Miami. El tenor programado para actuar esa noche enfermó sin un suplente. Cuando Sutherland viajaba con él de gira, ella le recomendó al joven Pavarotti, ya que él conocía bien el papel. 

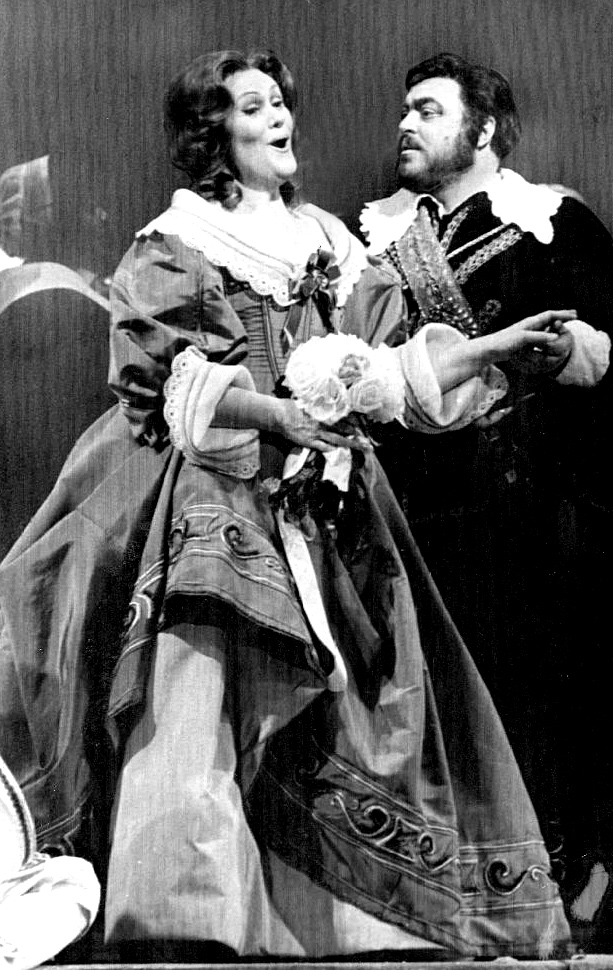
Con Joan Sutherland en I Puritani, 1976.

Poco después, el 28 de abril, Pavarotti hizo su debut en La Scala en el renacimiento de la famosa producción de Franco Zeffirelli de La bohème, con su amiga de la infancia Mirella Freni como Mimi y Herbert von Karajan dirigiendo. Karajan había solicitado el compromiso del cantante. Después de una extensa gira por Australia, regresó a La Scala, donde interpretó a Tebaldo en I Capuleti e i Montecchi el 26 de marzo de 1966, con Jaume  Aragall como Romeo. Su primera 
Obtuvo otro gran triunfo en Roma el 20 de noviembre de 1969 cuando cantó I Lombardi junto a Renata Scotto. Esto se grabó en un sello privado y se distribuyó ampliamente, al igual que varias grabaciones de I Capuleti e i Montecchi, generalmente con Aragall. Las primeras grabaciones comerciales incluyeron un recital de Donizetti (el aria de Don Sebastián, rey de Portugal fue particularmente destacada) y las arias de Verdi, así como L'elisir d'amore con Sutherland. 
Su mayor éxito en los Estados Unidos se produjo el 17 de febrero de 1972, en una producción de La fille du régiment en la Ópera Metropolitana de Nueva York, en la que llevó a la multitud a un frenesí con sus nueve do agudo sin esfuerzo en el aria. Logró un récord de diecisiete subidas de telón.
Pavarotti ejecutó su debut internacional en el William Jewell College en Liberty, Misuri, el 1 de febrero de 1973, como parte del programa de Bellas Artes de la universidad, ahora conocido como Harriman-Jewell Series. Transpirando debido a los nervios y el frío persistente, el tenor apretó un pañuelo durante todo el debut. Eso se convirtió en algo habitual en las interpretaciones en solitario de Pavarotti. 
Comenzó a dar presentaciones televisivas frecuentes, comenzando con sus actuaciones como Rodolfo (La bohème) en la primera transmisión en vivo desde el Met en marzo de 1977, que atrajo a una de las audiencias más grandes de una ópera televisada. Ganó muchos premios Grammy y discos de platino y oro por sus actuaciones. Además de los títulos mencionados anteriormente, destacan La favorite con Fiorenza Cossotto e I puritani (1975) con Sutherland.
En 1976, Pavarotti debutó en el Festival de Salzburgo, apareciendo en un recital en solitario el 31 de julio, acompañado por el pianista Leone Magiera. Pavarotti regresó al festival en 1978 con un recital y como el Cantante Italiano en Der Rosenkavalier en 1983 con Idomeneo, y tanto en 1985 como en 1988 con recitales en solitario.
En 1979 apareció en un artículo de portada en la revista semanal Time. Ese mismo año, Pavarotti regresó a la Ópera Estatal de Viena después de una ausencia de catorce años. Con la dirección de Herbert von Karajan, Pavarotti cantó como Manrico en Il trovatore. En 1978 apareció en un recital en solitario en Live from Lincoln Center.

### 1980-1990

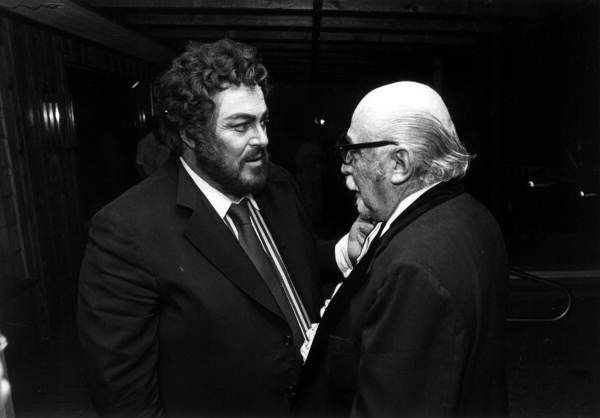
Con Emerson Buckley en 1981.

A principios de la década de 1980 organizó el Concurso Internacional de Voz Pavarotti para jóvenes cantantes, actuando con los ganadores en 1982 en extractos de La bohème y L'elisir d'amore. La segunda competición, en 1986, presentó extractos de La bohème y Un ballo in maschera. Para celebrar el 25 aniversario de su carrera, llevó a los ganadores de la competición a Italia para las actuaciones de gala de La bohème en Módena y Génova, y luego a China, donde realizaron actuaciones de La bohème en Pekín. Para concluir la visita, Pavarotti realizó el concierto inaugural en el Gran Salón del Pueblo ante 10 000 personas, recibiendo una gran ovación por nueve do agudos sin esfuerzo. La tercera competencia en 1989 nuevamente representó actuaciones de L'elisir d'amore y Un ballo in maschera. Los ganadores de la quinta competencia acompañaron a Pavarotti en presentaciones en Filadelfia en 1997.
A mediados de la década de 1980, Pavarotti regresó a dos teatros de ópera que le proporcionaron importantes avances, la Ópera Estatal de Viena y La Scala. Viena vio a Pavarotti como Rodolfo en La bohème con la dirección de Carlos Kleiber y nuevamente Mirella Freni era Mimi; como Nemorino en L'elisir d'amore; como Radamés en Aida, dirigida por Lorin Maazel; como Rodolfo en Luisa Miller; y como Gustavo en Un ballo in maschera, dirigido por Claudio Abbado. En 1996, Pavarotti apareció por última vez en la Staatsoper en Andrea Chénier.
En 1985, Pavarotti interpretó a Radamés en La Scala junto a Maria Chiara en una producción de Luca Ronconi dirigida por Maazel, grabada en video. Su interpretación del aria Celeste Aida recibió una ovación de dos minutos en la noche de apertura. Se reunió con Mirella Freni para la producción de La bohème en San Francisco Opera en 1988, también grabada en video. En 1992, La Scala vio a Pavarotti en una nueva producción de Franco Zeffirelli de Don Carlos, dirigida por Riccardo Muti. La actuación de Pavarotti fue fuertemente criticada por algunos observadores y abucheada por partes de la audiencia.
Pavarotti se hizo aún más conocido en todo el mundo en 1990 cuando su interpretación del aria Nessun dorma de Turandot, de Giacomo Puccini, fue interpretada como el tema principal de la cobertura de la Copa Mundial de la FIFA de 1990 de la BBC en Italia. El aria alcanzó el estatus de pop, se convirtió en la banda sonora de la Copa del Mundo, y siguió siendo su pieza característica. Esto fue seguido por el primer concierto de Los Tres Tenores, que tuvo lugar la víspera de la Final de la Copa Mundial de la FIFA de 1990 en las antiguas Termas de Caracalla en Roma con sus compañeros tenores Plácido Domingo y José Carreras y el director Zubin Mehta. La actuación para el concierto de clausura de la Copa Mundial cautivó a una audiencia global y se convirtió en el disco clásico más vendido de todos los tiempos. El punto culminante del concierto, en el que Pavarotti cantó una parte famosa de «O Sole Mio», de di Capua, en la que hizo un trémolo como era su costumbre, y fue imitado por Domingo y Carreras para deleite de la audiencia, se convirtió en uno de los momentos más memorables de la historia operística contemporánea. A lo largo de la década de 1990, Pavarotti apareció en muchos conciertos al aire libre muy concurridos, incluido su concierto televisado en el Hyde Park de Londres, con una asistencia récord de 150,000 personas. En junio de 1993, más de 500,000 oyentes se reunieron para su actuación gratuita en The Great Lawn del Central Park de Nueva York, mientras que millones más alrededor del mundo lo vieron en televisión. El siguiente mes de septiembre, a la sombra de la Torre Eiffel en París, cantó para una multitud estimada de 300,000 personas. Tras el concierto original de 1990, los conciertos de los Tres Tenores se llevaron a cabo durante las tres finales de la Copa Mundial de la FIFA, en 1994 en Los Ángeles, 1998 en París y 2002 en Yokohama.
En septiembre de 1995, Pavarotti interpretó el «Ave Maria» junto con Dolores O'Riordan; Diana de Gales, que asistió a la presentación, le dijo a O'Riordan que la pieza le hizo llorar. En 1995, las amigas de Pavarotti, la cantante Lara Saint Paul (como Lara Cariaggi) y su showman Pier Quinto Cariaggi, que produjo y organizó el concierto de celebración de la Copa Mundial de la FIFA 1990 de Pavarotti en el PalaTrussardi de Milán, produjo y escribió el documental televisivo: Lo mejor está por venir (The Best is Yet to Come), una extensa biografía sobre la vida de Pavarotti. Lara Saint Paul fue la entrevistadora del documental con Pavarotti, que habló con franqueza sobre su vida y su carrera.

### 2000
En 2004, uno de los exgerentes de Pavarotti, Herbert Breslin, publicó un libro, The King & I. Considerado por muchos como amargo y sensacionalista, critica la actuación del cantante (en ópera), su incapacidad para leer bien música y aprenderse partes, y su conducta personal, aunque reconoce su éxito juntos. En una entrevista en 2005 con Jeremy Paxman en la BBC, Pavarotti rechazó la afirmación de que no podía leer música, aunque reconoció que no leia partituras orquestales.

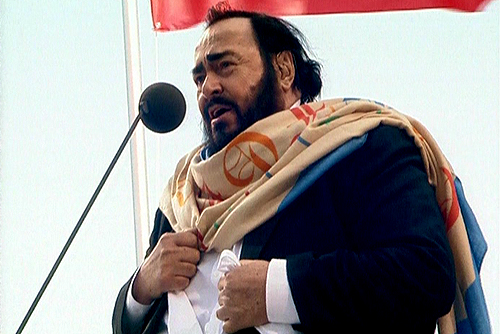
Luciano Pavarotti en un concierto en San Petersburgo el 31 de mayo de 2003.

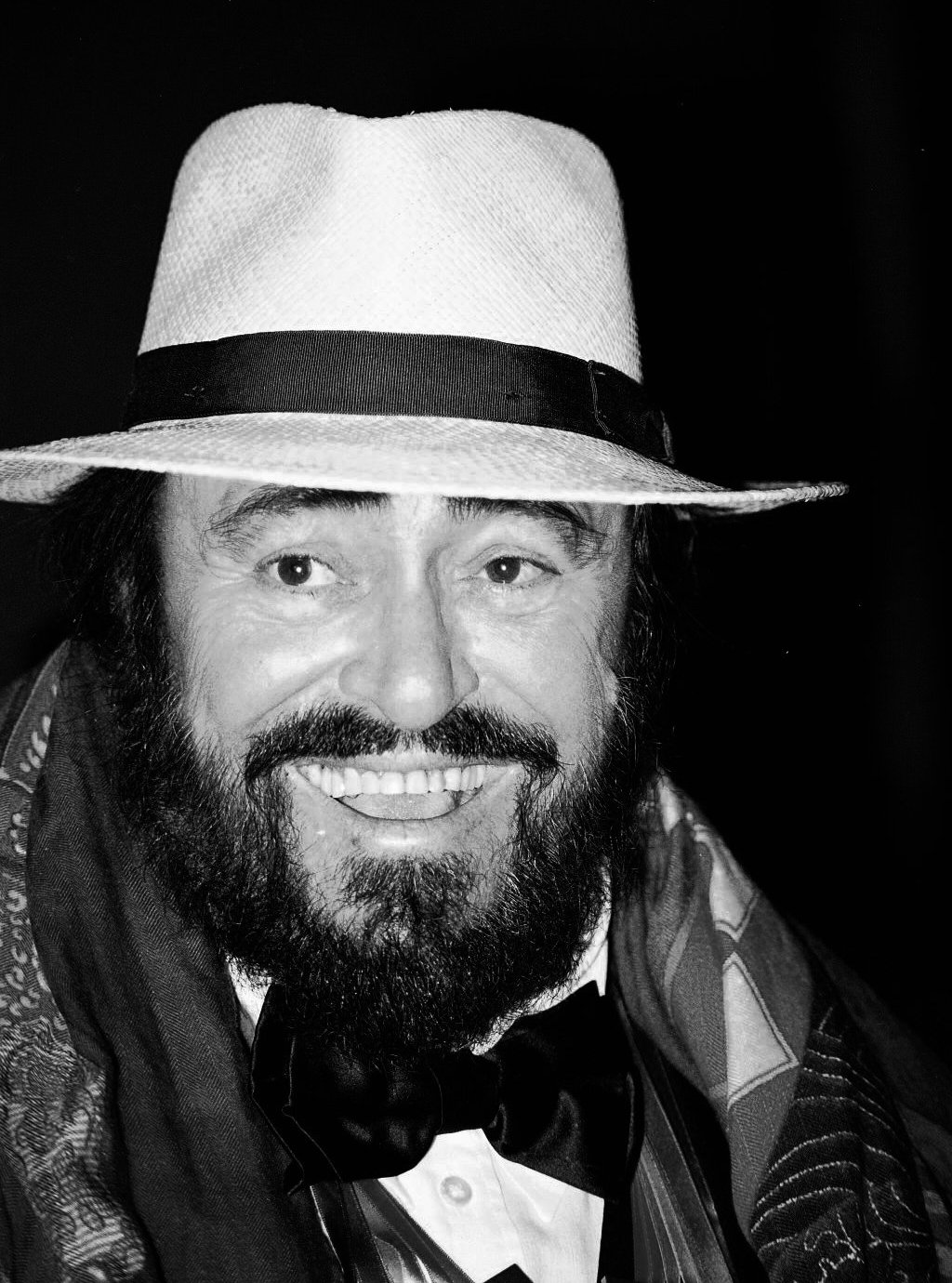
Pavarotti al recibir el Premio Kennedy Center, 2001

Recibió una enorme cantidad de premios y distinciones, incluido el Premio Kennedy Center en 2001. También recibió dos Guinness World Records: uno por recibir el mayor número de "curtain calls" (165) y otro por el álbum clásico más vendido (Carreras Domingo Pavarotti en concierto, de Los Tres Tenores; este último disco es compartido por sus compañeros tenores Plácido Domingo y José Carreras).

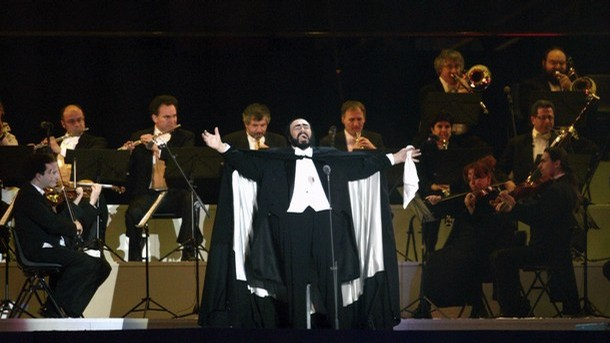
Pavarotti en los Juegos Olímpicos de Invierno 2006 en Turín, Italia

A fines de 2003 lanzó su compilación final, y su primer y único álbum "crossover", Ti Adoro. La mayoría de las trece canciones fueron escritas y producidas por Michele Centonze, que ya había ayudado a producir los conciertos Pavarotti & Friends entre 1998 y 2000. El tenor describió el álbum como un regalo de bodas para Nicoletta Mantovani. Ese mismo año fue nombrado Comandante de la Orden del Mérito Cultural de Mónaco. 
Pavarotti comenzó su gira de despedida en 2004, a la edad de 69 años, actuando una última vez en lugares antiguos y nuevos, después de más de cuatro décadas en el escenario. El 13 de marzo de 2004, Pavarotti dio su última actuación en una ópera en la Ópera Metropolitana de Nueva York, por la que recibió una gran ovación por su papel de pintor Mario Cavaradossi en Tosca, de Giacomo Puccini. El 1 de diciembre de 2004 anunció una gira de despedida de 40 ciudades. Pavarotti y su gerente, Terri Robson, encargaron al empresario Harvey Goldsmith que produjera la gira Worldwide Farewell Tour. Su última actuación a gran escala fue al final de una gira de dos meses por Australasia en Taiwán, en diciembre de 2005.
En marzo de 2005, Pavarotti se sometió a una cirugía de cuello para reparar dos vértebras. A principios de 2006 se sometió a una nueva cirugía de espalda y contrajo una infección en el hospital de Nueva York, lo que obligó a cancelar conciertos en los Estados Unidos, Canadá y Reino Unido.
El 10 de febrero de 2006, Pavarotti cantó Nessun dorma en la ceremonia de apertura de los Juegos Olímpicos de Invierno 2006 en Turín, Italia, en su actuación final. En el último acto de la ceremonia de apertura, su actuación recibió la ovación más larga y ruidosa de la noche de la multitud internacional. Leone Magiera, que dirigió la pieza, reveló en sus memorias de 2008, Pavarotti Visto da Vicino, que la pieza había sido grabada semanas antes. "La orquesta fingió tocar para el público, yo fingí dirigir y Luciano fingió cantar. El efecto fue maravilloso", escribió. La gerente de Pavarotti, Terri Robson, dijo que el tenor había rechazado la invitación del Comité Olímpico de Invierno varias veces porque habría sido imposible cantar tarde en la noche en las condiciones de temperatura en Turín en febrero. El comité finalmente le convenció para que participara grabando la pieza.

## Consagración

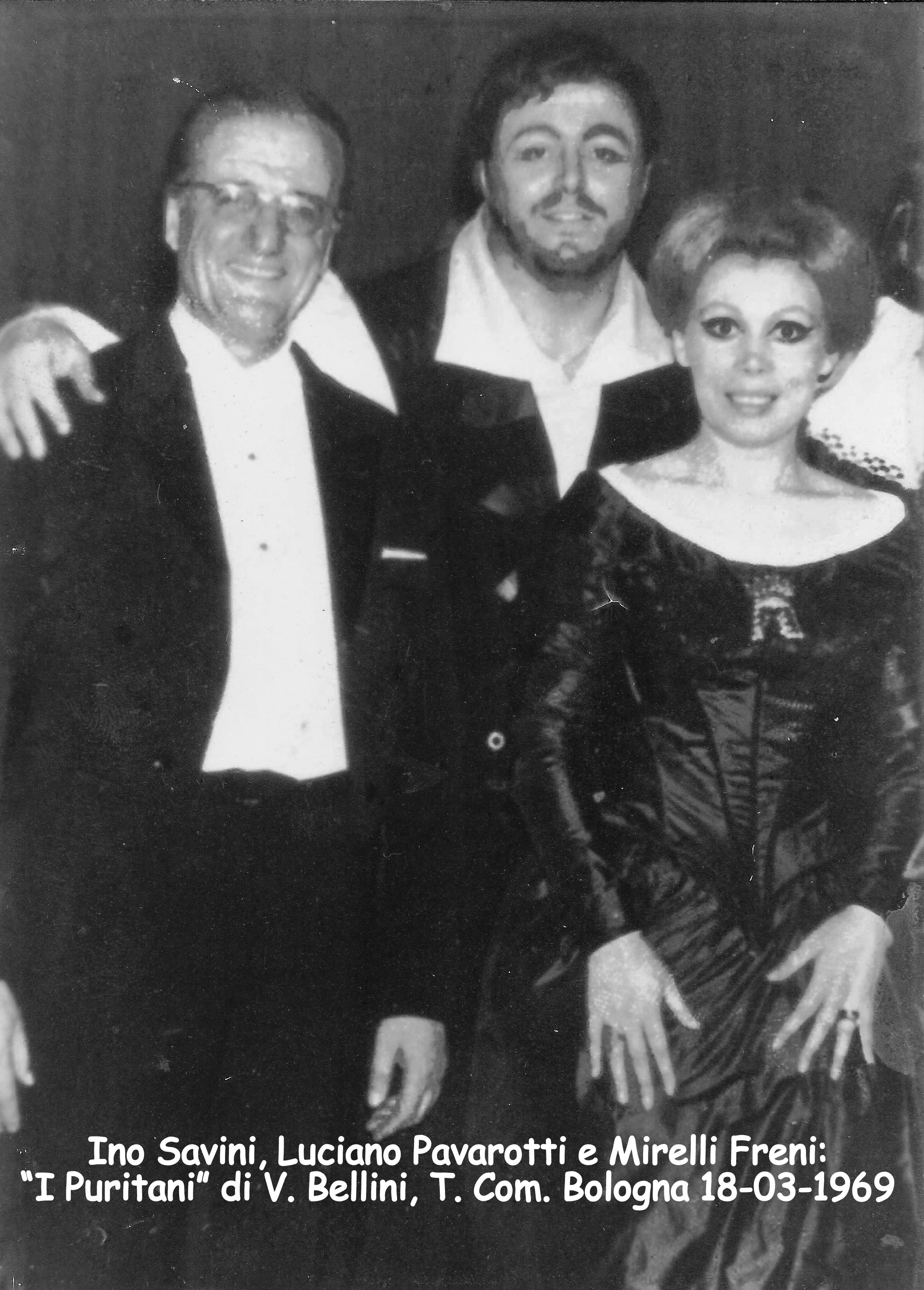
Ino Savini - Luciano Pavarotti - Mirella Freni, '1 Puritani' Bologna 1969-03-18

El papel de Rodolfo le deparará grandes satisfacciones; será su carta de presentación y lo grabará junto a su coterránea Mirella Freni, dirigido por Herbert von Karajan. Lo cantará en La Scala, dirigido por el célebre Carlos Kleiber en 1979, y en la primera retransmisión televisiva nacional en 1977 desde ese teatro, acompañado por la soprano italiana Renata Scotto. 
La consagración absoluta llegó con Tonio, de la ópera La hija del regimiento, de Gaetano Donizetti, junto a la soprano australiana Joan Sutherland, con su difícil aria de nueve notas do de pecho que le hizo merecedor de la portada del The New York Times. En la celebración del centenario del teatro en 1983 cantó el dúo de Un ballo in maschera con la soprano estadounidense Leontyne Price.
Entre 1968 y el 13 de marzo de 2004, su última aparición en la sala, totalizó 382 funciones metropolitanas.
Con el equipo que integró con Joan Sutherland y la mezzosoprano Marilyn Horne dará a luz las grabaciones que lo muestran en su mejor momento vocal, en especial Lucia di Lammermoor, La fille du régiment, La Traviata, Il Trovatore, Rigoletto, L'elisir d'amore, I Puritani,  La sonnambula, Maria Stuarda, Beatrice di Tenda y Turandot (dirigido por Zubin Mehta), donde se le oye por primera vez cantar Nessun dorma, aria que popularizaría inmensamente.
El célebre director austríaco Herbert von Karajan solicitó sus servicios para las grabaciones integrales de La Boheme, Madame Butterfly y un legendario Réquiem de Verdi desde La Scala junto a Fiorenza Cossotto, Leontyne Price y Nicolai Ghiaurov. También trabajaría y grabaría con el húngaro Georg Solti en el mismo Réquiem de Verdi, Un ballo in maschera, el pequeño papel de el tenor italiano en El caballero de la rosa, de Strauss, y en versión de concierto el rol más temido para un tenor dramático, Otello. Pavarotti, esencialmente un tenor lírico, muy esporádicamente cantó papeles de la cuerda dramática para preservar la flexibilidad y frescura de su voz dotada de gran facilidad para los agudos.
Tampoco fue proclive a añadir nuevos papeles ni a aprender otros del repertorio francés o alemán que se avenían a su magnífico timbre de tenor. No obstante, en 1982 tuvo un gran triunfo en el Metropolitan Opera con Idomeneo, de Mozart, papel que había cantado en el famoso Festival de Glyndebourne en 1964.
El 2 de junio de 1988 le nombran Cavaliere di Gran Croce Ordine al Merito della Repubblica Italiana.

### Éxito multitudinario
Las actuaciones más comentadas a nivel internacional del gran tenor italiano fueron las que realizó con los españoles Plácido Domingo y José Carreras, con quienes formó el trío Los Tres Tenores (The Three Tenors).
En su acercamiento a la música popular, Pavarotti grabó duetos con Eros Ramazzotti, Sting, Andrea Bocelli, Celine Dion, Liza Minnelli, Elton John, Tracy Chapman, Frank Sinatra ("My Way"), Michael Jackson, Barry White, e inéditamente con el brasileño Caetano Veloso, la argentina Mercedes Sosa, el grupo de rock irlandés U2. Un dueto con Sarah Brightman nunca se pudo concretar, aunque siempre fue deseado por los dos artistas.[cita requerida]
Durante varios años seguidos a partir de 1991, Pavarotti respondió al llamado de la organización War Child, para recaudar fondos para la construcción de un centro de musicoterapia en Mostar. De esta forma, se organizaron anualmente conciertos en Modena bajo el título Luciano Pavarotti & friends, donde además participaban otras personalidades de la música internacional, como Anastacia, Mónica Naranjo, Bryan Adams, Bon Jovi, Queen, U2, Dolores O'Riordan, Simon Le Bon, Deep Purple, Laura Pausini, Stevie Wonder, Eros Ramazzotti, The Corrs, Spice Girls, Zucchero, Andrea Bocelli, Céline Dion, Natalie Cole y Vanessa Williams, entre otros artistas de pop y rock de talla mundial, donde se recaudaban fondos para diferentes causas y a beneficio de niños y adultos de todo el mundo. Con él colaboraron las más relevantes figuras del panorama musical de la época, lo que demuestra el alto grado de popularidad que alcanzó.
En 2001 Universal editó una compilación de grandes éxitos titulada Amore: The Essential Romantic Collection".
El 18 de octubre de 2003 realiza un presentación que se denominó "La noche del sol"  o "Pavarotti sin fronteras", en el marco de los festejos por el centésimo aniversario de la ciudad de Mexicali. Dicha presentación tuvo lugar en un escenario montado en la "Laguna Salada", el cual tuvo un costo aproximado de dos millones de dólares. A dicho evento concurrieron entre 40 000 y 50 000 personas, y las ganancias recaudadas se destinaron al apoyo de la niñez desposeída del estado de Baja California.
Pavarotti fue muy solicitado en teatros de todo el mundo hasta su retiro en la Ópera Metropolitana de Nueva York el 13 de marzo de 2004, donde interpretó el papel del pintor Mario Cavaradossi en la ópera Tosca, de Giacomo Puccini, al lado de Carol Vaness.
En mayo de 2004, el tenor anunció La gira del adiós compuesto por cuarenta conciertos en todo el mundo, para despedirse de los fieles seguidores de su canto. Pese a este retiro, en febrero de 2006 cantó el aria Nessun dorma de Turandot, de Giacomo Puccini, como cierre a la ceremonia de inauguración de los Juegos Olímpicos de Invierno de 2006 en el estadio Olímpico de Turín.
En su vida personal Luciano Pavarotti fue un gran aficionado al fútbol, la pintura y los caballos. Estuvo casado, durante treinta y cuatro años, con Adua Verona, y tuvieron tres hijas: Lorenza, Cristina y Giuliana, pero el 13 de diciembre de 2003 se casó en segundas nupcias con su asistente Nicoletta Mantovani, treinta y cuatro años menor que él y con la que mantenía una relación desde hacía diez años, y con la que en enero de ese mismo año había tenido a sus dos hijos menores: los mellizos Alice y Ricardo, este último fallecido al nacer. 

### Últimos días y fallecimiento
La gira del adiós fue suspendida debido a una intervención en la espalda a principios de 2006, y cuando se preparaba para partir de Nueva York a reanudar su gira mundial de despedida, se le descubrió un tumor maligno en el páncreas. Fue operado en un hospital de Nueva York el 7 de julio de 2006 y todos sus conciertos fueron cancelados debido a su muy delicado estado de salud, causado por una neumonía en el postoperatorio. El 8 de agosto de 2007 fue hospitalizado víctima de un estado febril y de complicaciones respiratorias. Abandonó la clínica el 25 de agosto para continuar la convalecencia en su hogar.
El 6 de septiembre de 2007 falleció en su hogar a causa de cáncer de páncreas.
La ceremonia fúnebre se celebró en su ciudad natal, estando presentes el primer ministro italiano Romano Prodi, el ministro de Cultura Francesco Rutelli, el director de cine italiano Franco Zeffirelli y el exsecretario general de las Naciones Unidas Kofi Annan. También asistió a la ceremonia el vocalista de U2, Bono, al igual que los cantantes Zucchero Fornaciari y Laura Pausini. La Fuerza Aérea italiana realizó una exhibición de despedida y millares de personas, muchos de ellos jóvenes, se acercaron a la capilla ardiente para dar su último adiós.
La entrada de la misa estuvo acompañada por la soprano búlgara Raina Kabaivanska, que cantó el Ave María del Otello de Verdi. Durante el ofertorio, el flautista Andrea Griminelli tocó el tema del Orfeo y Eurídice, de Gluck. La comunión fue acompañada por la voz de Andrea Bocelli, que interpretó el Ave verum corpus, de Mozart.
El tenor fue sepultado en el cementerio Montale Rangone cerca de su villa, en las afueras de la ciudad, donde están enterrados sus padres y su hijo Ricardo, que murió poco después de nacer en 2003.

## El gran aplauso
El 24 de febrero de 1968, en el Palacio de la Ópera de Berlín, Pavarotti logró el que fue, durante mucho tiempo, el aplauso más largo de la historia. Interpretando la obra El elixir de amor, escrita por el compositor Gaetano Donizetti en 1832, el tenor consiguió enamorar al público, que recompensó su talento con un aplauso de 67 minutos, más de una hora a lo largo de la cual el cantante salió 165 veces a escena, acarreando las respectivas 165 subidas de telón, para agradecer al público su gran apoyo.
Este aplauso tan solo ha sido superado por Plácido Domingo en una de sus actuaciones en 1991.

## Pavarotti, el documental
En 2019 vio la luz el largometraje documental anglo-estadounidense Pavarotti, dirigido por el cineasta estadounidense Ron Howard. El preestreno mundial tuvo lugar el 4 de junio de 2019 a través de Fathom Events, y en salas de cine el 7 de junio. En España se estrenó el 10 de enero de 2020.

## Premios y nominaciones

### Premios Grammy[22]
| Año  | Categoría                                  | Trabajo                                               | Resultado |
| ---- | ------------------------------------------ | ----------------------------------------------------- | --------- |
| 1977 | Mejor interpretación vocal solista clásica | Luciano Pavarotti - O Holy Night                      | Nominado  |
| 1978 | Mejor interpretación vocal solista clásica | Luciano Pavarotti - Hits from Lincoln Center          | Ganador   |
| 1979 | Mejor interpretación vocal solista clásica | O sole mio - Favorite Neapolitan Songs                | Ganador   |
| 1981 | Mejor álbum clásico                        | Live from Lincoln Center - Sutherland/Horne/Pavarotti | Nominado  |
| 1981 | Mejor interpretación vocal solista clásica | Live from Lincoln Center - Sutherland/Horne/Pavarotti | Ganador   |
| 1986 | Mejor interpretación vocal solista clásica | Passione Pavarotti                                    | Nominado  |
| 1986 | Mejor grabación de ópera                   | Verdi: Un Ballo in Maschera                           | Nominado  |
| 1988 | Mejor grabación de ópera                   | Mozart: Idomeneo                                      | Nominado  |
| 1988 | Mejor grabación de ópera                   | Bellini: Norma                                        | Nominado  |
| 1988 | Mejor interpretación vocal solista clásica | Luciano Pavarotti in Concert                          | Ganador   |
| 1990 | Mejor álbum clásico                        | Carreras, Domingo, Pavarotti in Concert               | Nominado  |
| 1990 | Mejor interpretación vocal clásica         | Carreras, Domingo, Pavarotti in Concert               | Ganador   |
| 1994 | Álbum del año                              | The 3 Tenors in Concert 1994                          | Nominado  |
| 1994 | Mejor álbum de pop                         | The 3 Tenors in Concert 1994                          | Nominado  |
| 1996 | Mejor colaboración vocal de pop            | My Way (con Frank Sinatra)                            | Nominado  |
| 1998 | GRAMMY Legend Award                        | GRAMMY Legend Award                                   | Ganador   |

### Premios Emmy[23]
| Año  | Categoría                                                         | Trabajo                                                      | Resultado |
| ---- | ----------------------------------------------------------------- | ------------------------------------------------------------ | --------- |
| 1983 | Mejor programa clásico en artes escénicas                         | Pavarotti in Philadelphia: La Boheme                         | Ganador   |
| 1983 | Mejor actuación individual en un programa de variedades o musical | Live from Lincoln Center: Luciano Pavarotti                  | Nominado  |
| 1985 | Mejor logro individual - música clásica, danza, actuación         | Duke of Mantua, Rigolletto Great Performances                | Ganador   |
| 1987 | Mejor programa clásico en artes escénicas                         | An Evening with Joan Sutherland and Luciano Pavarotti        | Nominado  |
| 1991 | Mejor programa clásico en artes escénicas                         | Pavarotti Plus! Live from Lincoln Center                     | Nominado  |
| 1992 | Mejor programa clásico en artes escénicas                         | The 100th Telecast: Pavarotti Plus! Live from Lincoln Center | Nominado  |
| 1994 | Mejor programa cultural                                           | Pavarotti in Paris                                           | Nominado  |